# Ádám Varga
Ádám Varga (* 20. November 1999 in Budapest) ist ein ungarischer Kanute.

## Karriere
Ádám Varga nahm bei den 2021 ausgetragenen Olympischen Spielen 2020 in Tokio an zwei Wettbewerben teil. Im Einer-Kajak gelang ihm auf der 1000-Meter-Strecke nach zweiten Rängen im Vorlauf und im Halbfinale der Einzug in den Finallauf, in dem er mit einer Zeit von 3:22,431 Minuten ebenfalls den zweiten Platz belegte und damit die Silbermedaille gewann. Lediglich sein siegreicher Landsmann Bálint Kopasz war um 1,8 Sekunden schneller gewesen. Dritter wurde der Portugiese Fernando Pimenta, gegen den sich Varga im Fotofinish um vier Hundertstelsekunden durchsetzte. Weniger erfolgreich verlief der Wettbewerb im Zweier-Kajak über dieselbe Distanz. Zusammen mit Kornél Béke kam er im Vorlauf nicht über den vierten Platz hinaus, als Dritte ihres Viertelfinallaufs gelang ihnen aber dann doch noch der Halbfinaleinzug. Dort belegten sie Rang fünf, im abschließenden B-Finale wurden sie Vierte und damit Gesamt-Zwölfte. Bei den Weltmeisterschaften 2023 in Duisburg gewann Varga im Einer-Kajak über 1000 Meter die Silbermedaille. Bei den Olympischen Spielen 2024 in Paris gewann er im Einer-Kajak auf der 1000-Meter-Strecke hinter Josef Dostál aus Tschechien erneut die Silbermedaille.